# Recesárium
Recesárium, popřípadě Naše Recesárium, byla populární rubrika humoristického týdeníku Dikobraz. Vyskytuje se v ročnících 1967 až 1970, pravděpodobně se objevovala i později.
Hlavním smyslem Recesária bylo nalézání netušených souvislostí a netradičních pohledů na zdánlivě normální či běžné obrazce, nebo naopak vymýšlení zcela nových obrazců a domýšlení jejich významu. Většinou byly v jednom čísle časopisu uveřejněny dvě kresby s přímým popiskem a jedna kresba soutěžní, jejíž význam měli čtenáři za úkol uhodnout v soutěži.

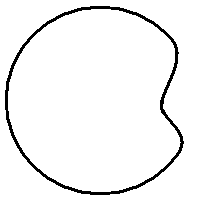
Dobře nakopnutá dělová koule
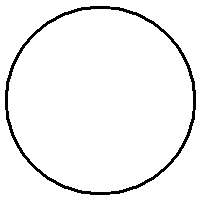
Vyasfaltovaná cesta kolem světa
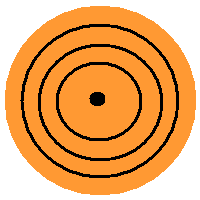
Sada květináčů 80, 100, 120 a 140 (v nadhledu)
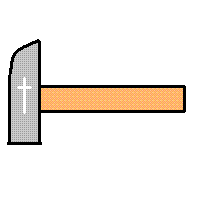
Kladivo na čarodějnice, výrobce n. p. Zbirovia
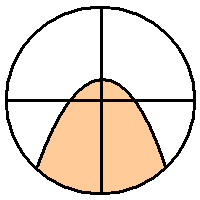
Vejce v zaměřovači
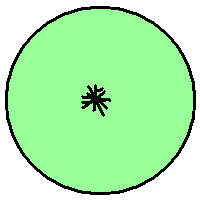
Hruška (pohled od bubáka)
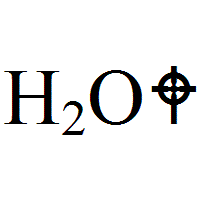
Chemická značka svěcené vody
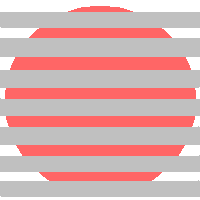
Romantický večer (západ Slunce, pohled skrz žaluzie)
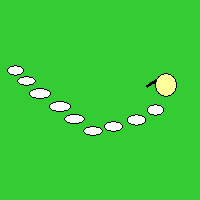
Černooký bača ovečky zatáčá - letecký pohled
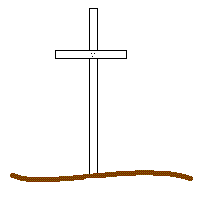
Strašák do zelí (akt)
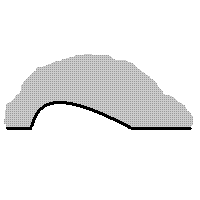
Detailní řez stropním panelem po silvestrovské noci
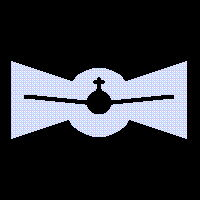
Pohled na útočící letadlo klíčovou dírkou sejfu
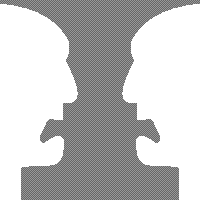
Hádka
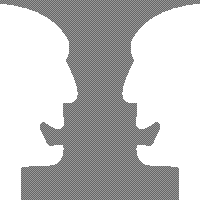
Smích
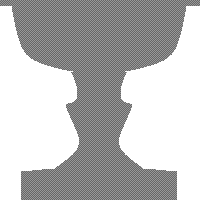
Pohár pro toho, kdo předchozí uhádl
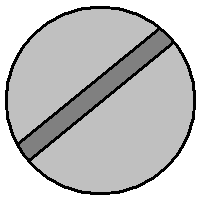
Dobře utažený lodní šroub (kajuta 203, 6. prkno ode dveří)